# Dalbergia obtusifolia
Dalbergia obtusifolia är en ärtväxtart som först beskrevs av John Gilbert Baker, och fick sitt nu gällande namn av David Prain. Dalbergia obtusifolia ingår i släktet Dalbergia, och familjen ärtväxter.

## Underarter
Arten delas in i följande underarter:
- D. o. obtusifolia
- D. o. rogersii